# 霍索恩 (新澤西州)
霍索恩（英語：Hawthorne）是位於美國新澤西州巴賽克縣的自治市鎮。

## 人口
根據2020年美國人口普查的數據，霍索恩的面積為8.67平方千米，當中陸地面積為8.59平方千米，而水域面積為0.08平方千米。當地共有人口19637人，而人口密度為每平方千米2,265人。